# 拒俄运动
拒俄运动又稱拒俄事件，是1901年至1905年期間清朝人民的反俄事件。

## 過程
义和团运动期间，沙俄入侵东北。光绪二十六年（1901年），中俄在聖彼得堡谈判，俄方提出要在中國东北驻兵，中国不得驻兵东北，不得运入武器；不得自行建路。新疆、蒙古和华北为俄羅斯帝國势力范围。
光绪二十七年（1902年），上海各界在上海张园集會，汪允中、江康年、蒋观云等人演讲号召民众起来抵制俄羅斯帝國。会后眾人向两江总督刘坤一、湖广总督张之洞上書，指出俄羅斯帝國要滅亡中國。10天后，上海各界又在张园集會，要求各省總督巡撫就俄羅斯帝國問題向朝廷施壓。浙江、广东、澳门以及新加坡华侨也反對俄羅斯帝國的要求。张之洞、刘坤一、清朝驻俄公使杨儒以及英、日、美、德等国也反對俄羅斯帝國的要求。清政府決定拒接與俄羅斯帝國簽訂條約。
光绪二十八年（1903年），中俄订立《交收东三省条约》，规定俄军应于18个月内分三期从中国撤军，但俄羅斯帝國實際上不願撤兵，而且在安東增兵，並且再次佔領营口。光绪二十九年（1904年），俄羅斯帝國政府又提出7条要求。結果在上海的18省千余名人士再度在上海张园集會要求抵制俄羅斯帝國的要求。同時500余名留日清朝学生在东京錦輝館聚集，眾人宣佈成立“拒俄义勇队”，号召大家前往中國東北參戰。他們還致电北洋大臣及上海各团体，要求將拒俄义勇队納入北洋大臣麾下。很快黄兴等130余人签名加入拒俄义勇队。拒俄义勇队之後又更名為“学生军”。清政府認為留日學生表面上說是要拒俄，實際上是希望作乱，並要求日本政府予以取缔。於是日本的警察以學生軍有損中日關係为由下令解散学生军。学生军於是改名“军国民教育会”。